# Discografia Paulinei Rubio

## Discuri single
| Anul | Single                              | Poziția maximă | Poziția maximă | Poziția maximă             | Poziția maximă              | Poziția maximă             | Poziția maximă | Poziția maximă | Poziția maximă | Album            |
| Anul | Single                              | MEX            | S.U.A.         | Billboard Hot Latin Tracks | Billboard Latin Pop Airplay | Billboard Tropical Airplay | ARG            | COL            | SPA            | Album            |
| ---- | ----------------------------------- | -------------- | -------------- | -------------------------- | --------------------------- | -------------------------- | -------------- | -------------- | -------------- | ---------------- |
| 1992 | „Mio”                               | 1              | —              | 3                          | —                           | —                          | —              | —              | —              | La Chica Dorada  |
| 1992 | „Amor de Mujer”                     | 1              | —              | 8                          | —                           | —                          | —              | —              | —              | La Chica Dorada  |
| 1993 | „Sabor a Miel”                      | 1              | —              | 22                         | —                           | —                          | —              | —              | —              | La Chica Dorada  |
| 1993 | „Abriendo Las Puertas Al Amor”      | —              | —              | 9                          | —                           | —                          | —              | —              | —              | La Chica Dorada  |
| 1993 | „Nieva, Nieva”                      | 1              | —              | 27                         | —                           | —                          | —              | —              | —              | 24 Kilates       |
| 1994 | „El Me Engañó”                      | 2              | —              | —                          | —                           | —                          | —              | —              | —              | 24 Kilates       |
| 1994 | „Asunto de Dos”                     | 6              | —              | —                          | —                           | —                          | —              | —              | —              | 24 Kilates       |
| 1994 | „Vuelve Junto a Mi”                 | —              | —              | 20                         | —                           | —                          | —              | —              | —              | 24 Kilates       |
| 1995 | „Te Daría Mi Vida”                  | 3              | —              | —                          | —                           | —                          | —              | —              | —              | El Tiempo es Oro |
| 1995 | „Nada de Ti”                        | 3              | —              | —                          | —                           | —                          | —              | —              | —              | El Tiempo es Oro |
| 1995 | „Hoy Te Dejé de Amar”               | 9              | —              | —                          | —                           | —                          | —              | —              | —              | El Tiempo es Oro |
| 1995 | „Besame En La Boca”                 | —              | —              | —                          | —                           | —                          | —              | —              | —              | El Tiempo es Oro |
| 1996 | „Siempre Tuya Desde La Raíz”        | 3              | —              | —                          | —                           | —                          | —              | —              | —              | Planeta Paulina  |
| 1996 | „Enamorada”                         | 8              | —              | —                          | —                           | —                          | —              | —              | —              | Planeta Paulina  |
| 1996 | „Sólo Por Ti”                       | 7              | —              | —                          | —                           | —                          | —              | —              | —              | Planeta Paulina  |
| 1997 | „Pobre Niña Rica”                   | —              | —              | —                          | —                           | —                          | —              | —              | —              | Planeta Paulina  |
| 2000 | „Lo Haré Por Ti”                    | 1              | —              | 13                         | 7                           | 23                         | 1              | 1              | 8              | Paulina          |
| 2000 | „El Último Adiós”                   | 1              | —              | 18                         | 13                          | 24                         | 1              | 3              | 9              | Paulina          |
| 2001 | „Y Yo Sigo Aquí”                    | 1              | —              | 3                          | 2                           | 6                          | 1              | 1              | 1              | Paulina          |
| 2001 | „Vive el Verano”                    | —              | —              | —                          | —                           | —                          | —              | —              | 11             | Paulina          |
| 2001 | „Yo No Soy Esa Mujer”               | 1              | —              | 7                          | 4                           | 16                         | 1              | 1              | 1              | Paulina          |
| 2001 | „Sexi Dance”                        | 3              | —              | 34                         | 18                          | 26                         | 2              | 6              | 15             | Paulina          |
| 2002 | „Tal Vez, Quizá”                    | 3              | —              | 42                         | 20                          | 32                         | 7              | —              | —              | Paulina          |
| 2002 | „Don't Say Goodbye”                 | 1              | 41             | 5                          | —                           | —                          | 2              | 1              | 1              | Border Girl      |
| 2002 | „Si Tú Te Vas”                      | 1              | —              | 8                          | 5                           | 5                          | 2              | 1              | 1              | Border Girl      |
| 2002 | „The One You Love”                  | 8              | 97             | —                          | —                           | 40                         | 6              | 7              | 2              | Border Girl      |
| 2002 | „Todo Mi Amor”                      | 8              | —              | 5                          | 2                           | 8                          | 6              | 7              | 2              | Border Girl      |
| 2002 | „I'll Be Right Here (Sexual Lover)” | —              | —              | —                          | —                           | —                          | —              | —              | —              | Border Girl      |
| 2003 | „Casanova”                          | 1              | —              | —                          | —                           | —                          | 1              | 6              | 1              | Border Girl      |
| 2003 | „Baila Casanova”                    | 1              | —              | 37                         | 22                          | 17                         | 1              | 6              | 1              | Border Girl      |
| 2004 | „Te Quise Tanto”                    | 1              | 105            | 1                          | 3                           | 1                          | 1              | 1              | 1              | Pau-Latina       |
| 2004 | „Algo Tienes”                       | 1              | 121            | 4                          | 1                           | 4                          | 3              | 1              | 8              | Pau-Latina       |
| 2004 | „Dame Otro Tequila”                 | 8              | 105            | 1                          | 1                           | 2                          | 8              | 5              | 8              | Pau-Latina       |
| 2004 | „Mia”                               | 13             | —              | 8                          | 5                           | —                          | 21             | 14             | 37             | Pau-Latina       |
| 2006 | „Ni Una Sola Palabra”               | 1              | 98             | 1                          | 1                           | 2                          | 1              | 1              | 1              | Ananda           |
| 2007 | „Nada Puede Cambiarme”              | 5              | —              | 21                         | 6                           | 33                         | 3              | 2              | 1              | Ananda           |
| 2007 | „Ayúdame”                           | 11             | —              | 36                         | 11                          | —                          | 16             | 7              | 8              | Ananda           |
| 2007 | „Que Me Voy a Quedar”               | —              | —              | —                          | —                           | —                          | —              | —              | —              | Ananda           |
| 2009 | „Causa y Efecto”                    | 1              | 104            | 1                          | 1                           | 6                          | 73             | —              | 1              | Gran City Pop    |